# داميان تيمان
داميان تيمان (بالهولندية: Damian Timan)‏ هو لاعب كرة قدم هولندي، ولد في 5 مارس 2001 في Nieuw-Vennep ‏ في هولندا.